# Cantus
Ne doit pas être confondu avec Cantus firmus.
Vous pouvez aider à l'améliorer ou bien discuter des problèmes sur sa page de discussion.
- Il peut contenir un travail inédit ou des déclarations non vérifiées. Vous pouvez l’améliorer en ajoutant des références. (Marqué depuis avril 2023)

Vous pouvez aider à l'améliorer ou bien discuter des problèmes sur sa page de discussion.
- Il ne cite pas suffisamment ses sources. Vous pouvez indiquer les passages à sourcer avec {{référence nécessaire}} ou {{Référence souhaitée}}, et inclure les références utiles en les liant aux notes de bas de page. (Marqué depuis janvier 2017)
- Il contient une ou plusieurs listes. Le texte gagnerait à être rédigé sous la forme d’un ou plusieurs paragraphes synthétiques, afin d’être plus agréable à lire. (Marqué depuis avril 2021)

- Archive Wikiwix
- Bing
- Cairn
- DuckDuckGo
- E. Universalis
- Gallica
- Google
- G. Books
- G. News
- G. Scholar
- Persée
- Qwant
- (zh) Baidu
- (ru) Yandex
- (wd) trouver des œuvres sur Wikidata

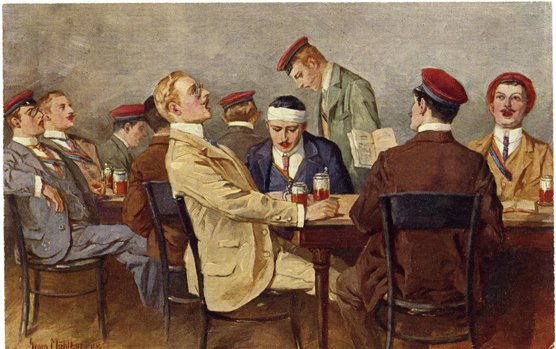
Cantus (vers 1900), peinture de Georg Mühlberg (1863-1925). Étudiants chantant dans une taverne.

Un Chantoir (Cantus) est une activité guindaillesque étudiante durant laquelle les étudiants présents chantent des chants traditionnels et boivent de la bière. Il est pratiqué en Belgique, aux Pays-Bas, en Allemagne, en Suisse, dans certains pays de l'est.
Une session d'un cantus est divisé par plusieurs tempus. Durant ces tempus le senior dirige la corona[Laquelle ?].
Les cantus sont dirigés par des règles se voulant strictes et appliquées plus ou moins consciensieusement suivant les guildes et l'avancée de la soirée.

## Bureau
Le bureau est l'ensemble des personnes qui organisent activement un cantus. Dans la plupart des groupements, ces personnes sont élues. Elles sont généralement reconnaissables à un band, sorte d'écharpe aux couleurs de la guilde et arborant son blason portée en travers de la poitrine (à la manière des élus français).
Un bureau est composé la plupart du temps d'un :
- Senior, qui dirige la corona ;
- Cantor primus (parfois aidé par un cantor secundus), qui choisit les chants ;
- Censor, qui fait respecter la discipline dans la corona ;
- Fuks ou Fuchs qui s'occupe de l'intendance ;
- Quaestor, qui s'occupe de récolter l'argent ;
- le reste de l'assemblée est appelé corona.

Bien que présentes, ces différentes fonctions peuvent prendre d'autres noms dans certains guildes suivant le decorum adopté par celle-ci. Par exemple, dans la Guilde médecine (ULB), le senior est appelé « chef de service » et la corona, « salle de garde ».

## Déroulement
Traditionnellement, un cantus débute par le Gaudeamus Igitur, il est suivi des chants de chaque groupements présent. Un cantus se clôture par une série de chants sacrés. (i.e. la Brabançonne, le Semeur). Par ailleurs, l'éclairage est habituellement assuré par des bougies disposées dans des vidanges de bières.

## Us et coutumes
Lors d'un chant considéré comme sacré (notamment le Gaudeamus Igitur, les chants des groupements présent, de clôture, etc.) les gens se lèvent et se découvrent avant de l'entamer.

### Formules
Certaines actions sont codifiées et nécessitent l'utilisation de phrases en latin. Dans certains endroits, des phrases en vieux français sont utilisées.
- La demande de prise de parole se fait par : Senior, peto verbum.
- Le senior marque alors son accord par Habes ou son refus par Non habes (éventuellement Non habes pro tempore).
- Si la parole est accordé à la personne par le senior, celle-ci remercie le senior par : Ergo habeo (Donc je l'ai), merci Senior.
- On clôture son intervention par : Dixi (bien que dans les faits, la formule fautive Dixit soit très largement utilisée).
- Pour proposer un chant : Senior, peto cantum.
- On clôture un chant par : Cantus ex.
- À la fin d'un chant, le senior remercie la personne qui vient de le lancer et propose à la corona de boire : Prosit, cantoribus, prosit senior, prosit corona.
- La quantité de bière à boire est décidée par le senior: ad libitum (ce que l'on veut), ad diagonalem (la moitié du verre), ad fundum (la totalité du verre).
- En cas de manquement à une règle, de chahut, de retard ou de tout autre fait méritant sanction, le senior impose un à-fond de pénitence : le pénitent se lève et récite sans se tromper Paenitet me pecasse sive pecavisse (littéralement en latin « Que l'on me punisse [pour] avoir péché ou mieux, pour avoir péché[1] ») puis fait son à-fond (cul-sec).
- À l'inverse, le senior peut récompenser un membre de la corona par un à-fond de récompense : Gaudeo quod non peccavi et illum poculum merui
- (littéralement en latin « je me réjouis parce que je n'ai pas péché et j'ai mérité cette coupe ») suivi de l'à-fond. Cette formule étant souvent moins connue que la première (les étudiants sont indisciplinés…) il arrive que par humour le senior impose la phrase de récompense à la place de la pénitence.
- Un formule beaucoup plus rarement usitée est celle du départ du cantus : Rogo a corona exire.